# ملعب دولين أومورزاكوف
ملعب سبارتاك هو ملعب متعدد الاستخدام يقع في بشكيك عاصمة قيرغيزستان. غالبًا ما يُستخدم لمباريات كرة القدم. يسع الملعب لجلوس 23 ألف متفرج. يعتبر الملعب الرسمي الذي يخوض فيه منتخب قيرغيزستان مبارياته الدولية.